# Weyl-Quantisierung
Die Weyl-Quantisierung ist eine Methode in der Quantenmechanik, um systematisch einen quantenmechanischen Hermiteschen Operator umkehrbar auf eine klassische Verteilung im Phasenraum abzubilden. Daher wird sie auch Phasenraum-Quantisierung genannt.
Die dieser Quantisierungsmethode zugrundeliegende wesentliche Korrespondenzabbildung von Phasenraumfunktionen auf Operatoren im Hilbertraum wird Weyl-Transformation genannt. Sie wurde zuerst 1927 von Hermann Weyl beschrieben.
Im Gegensatz zu Weyls ursprünglicher Absicht ein konsistentes Quantisierungsschema zu finden, bildet diese Abbildung nur eine Darstellungsänderung. Sie muss klassische und quantenmechanische Größen nicht verbinden: Die Phasenraum-Verteilung darf auch von der Planckschen Konstante h abhängen. In einigen bekannten Fällen, die einen Drehimpuls beinhalten, ist das so.
Die Umkehrung dieser Weyl-Transformation ist die Wignerfunktion. Sie bildet aus dem Hilbertraum in die Phasenraumdarstellung ab. Dieser umkehrbare Wechsel der Darstellung erlaubt es, Quantenmechanik im Phasenraum auszudrücken, wie es in den 1940er Jahren von Groenewold und Moyal vorgeschlagen wurde.

## Beispiel
Im Folgenden wird die Weyl-Transformation am 2-dimensionalen Euklidischen Phasenraum dargestellt. Die Koordinaten des Phasenraums seien {\displaystyle (q,p)}; ferner sei {\displaystyle f} eine Funktion, die überall im Phasenraum definiert ist. Die Weyl-Transformation von {\displaystyle f} ist durch den folgenden Operator im Hilbertraum gegeben (größtenteils analog zur Delta-Distribution):
{\displaystyle \Phi [f]={\frac {1}{(2\pi )^{2}}}\iint _{q,\,a}\iint _{p,\,b}f(q,p)\left(e^{i(a(Q-q)+b(P-p))}\right)\mathrm {d} q\,\mathrm {d} p\,\mathrm {d} a\,\mathrm {d} b.}
Nun werden die Operatoren {\displaystyle P} und {\displaystyle Q} als Generatoren einer Lie-Algebra, der Heisenberg-Algebra genommen:
{\displaystyle [P,Q]=PQ-QP=-i\hbar ,\,}
Dabei ist {\displaystyle \hbar } das reduzierte Plancksche Wirkungsquantum. Ein allgemeines Element einer Heisenberg-Algebra kann geschrieben werden als
{\displaystyle aQ+bP-i\hbar z.\,}
Die Exponentialfunktion eines Elementes einer Lie-Algebra ist dann ein Element der korrespondierenden Lie-Gruppe:
{\displaystyle g=e^{aQ+bP-i\hbar z},}
ein Element der Heisenberg-Gruppe. Gegeben sei eine spezielle Gruppendarstellung {\displaystyle \Phi } der Heisenberggruppe, dann bezeichnet
{\displaystyle \Phi \left(e^{aQ+bP-i\hbar z}\right)\,}
das Element der entsprechenden Darstellung des Gruppenelements {\displaystyle g}.
Die Inverse der obigen Weylfunktion ist die Wignerfunktion, welche den Operator {\displaystyle \Phi } zurück zur Phasenraumfunktion {\displaystyle f} bringt:
{\displaystyle f(q,p)=2\int _{-\infty }^{\infty }\mathrm {d} y~e^{2ipy/\hbar }~\langle q-y|\Phi [f]|q+y\rangle .}
Im Allgemeinen hängt die Funktion {\displaystyle f} von der Planck-Konstante {\displaystyle h} ab und kann quantenmechanische Prozesse gut beschreiben, sofern sie mit dem unten aufgeführten Sternprodukt richtig zusammengesetzt ist.
Zum Beispiel ist die Wignerfunktion eines quantenmechanischen Operators für ein Drehimpulsquadrat {\displaystyle (L^{2})} nicht identisch mit dem klassischen Operator, sondern enthält zusätzlich den Term {\displaystyle -{\tfrac {3}{2}}\hbar ^{2}}, welcher dem nichtverschwindenden Drehimpuls des Grundzustands einer Bohrschen Umlaufbahn entspricht.

## Eigenschaften
Eine typische Darstellung einer Heisenberg-Gruppe erfolgt durch die Generatoren ihrer Lie-Algebra: Ein Paar selbstadjungierter Operator (hermitesch) auf einem Hilbertraum {\displaystyle {\mathcal {H}}}, so dass ihr Kommutator, ein zentrales Element der Gruppe, das Identitätselement auf dem Hilbertraum ergibt (die kanonische Vertauschungsrelation)
{\displaystyle [P,Q]=PQ-QP=-i\hbar ~\operatorname {Id} _{\mathcal {H}},}
Der Hilbertraum kann als Menge von quadratisch integrierbaren Funktionen über der reellen Zahlengerade (ebene Wellen) oder einer beschränkteren Menge, wie beispielsweise des Schwartz-Raum angenommen werden. Abhängig vom beteiligten Raum, folgen verschiedene Eigenschaften:
- Wenn {\displaystyle f} eine reellwertige Funktion ist, dann ist das Abbild der Weyl-Funktion {\displaystyle \Phi [f]} selbst-adjungiert.

- Wenn {\displaystyle f} ein Element des Schwartz-Raum ist, dann ist {\displaystyle \Phi [f]} ein Spurklasseoperator.

- Allgemeiner ist {\displaystyle \Phi [f]} ein unbeschränkter dicht definierter Operator.

- Für die Standarddarstellung der Heisenberg-Gruppe über den quadratisch integrierbaren Funktionen, entspricht die Funktion {\displaystyle \Phi [f]} eins-zu-eins dem Schwartz-Raum (als Unterraum der quadratisch integrierbaren Funktionen).

## Verallgemeinerungen
Die Weyl-Quantisierung wird in größerer Allgemeinheit in Fällen untersucht, wo der Phasenraum eine symplektische Mannigfaltigkeit oder möglicherweise eine Poisson-Mannigfaltigkeit ist. Verwandte Strukturen sind zum Beispiel Poisson–Lie-Gruppen und die Kac-Moody-Algebren.